# Klamath Falls
Klamath Falls és una població dels Estats Units i seu del comtat de Klamath a l'estat d'Oregon.

## Demografia
Segons el cens dels Estats Units del 2000 Klamath Falls tenia 19.462 habitants, 7.916 habitatges, i 4.670 famílies. La densitat de població era de 420,7 habitants per km².
Dels 7.916 habitatges en un 30% hi vivien nens de menys de 18 anys, en un 42,2% hi vivien parelles casades, en un 11,7% dones solteres, i en un 41% no eren unitats familiars. En el 32,4% dels habitatges hi vivien persones soles l'11,9% de les quals corresponia a persones de 65 anys o més que vivien soles. El nombre mitjà de persones vivint en cada habitatge era de 2,36 i el nombre mitjà de persones que vivien en cada família era de 2,99.
Per edats la població es repartia de la següent manera: un 25,5% tenia menys de 18 anys, un 13,1% entre 18 i 24, un 27,2% entre 25 i 44, un 21,5% de 45 a 60 i un 12,8% 65 anys o més.
L'edat mediana era de 33 anys. Per cada 100 dones de 18 o més anys hi havia 100,1 homes.
La renda mediana per habitatge era de 28.498 $ i la renda mediana per família de 37.021 $. Els homes tenien una renda mediana de 31.567 $ mentre que les dones 22.313 $. La renda per capita de la població era de 16.710 $. Aproximadament el 16,2% de les famílies i el 21,9% de la població estaven per davall del llindar de pobresa.

## Poblacions properes
El següent diagrama mostra les poblacions més properes.